# Ретиф де ла Бретонн, Никола
Никола Ретиф де ла Бретонн (Retif или Restif de La Bretonne) (22 ноября 1734 года, Саси (фр.), деп. Йонна, — 3 февраля 1806 года, Париж) — французский писатель, один из самых популярных и плодовитых (более 200 томов произведений) писателей Франции в конце XVIII века, последователь Ж.-Ж.Руссо, известный произведениями, носившими скандальный характер из-за чрезмерной для своего времени сексуальной «раскованности» автора. В их числе романы «Совращённый поселянин», «Совращённая поселянка», «Жизнь отца моего», «Южное открытие». К его имени восходит название фетишизма обуви — ретифизм.

## Биография и творчество
Крестьянин по происхождению; с 1755 года работал наборщиком в Париже. В 1764 году, благодаря упорному труду и приобретённой высокой квалификации, стал фактическим заведующим одной из крупных парижских типографий. В свободное время написал свою первую книгу, которую озаглавил «Добродетельное семейство» (La Famille vertueuse, 1767).
Ввёл в литературу новую тему — жизнь плебейских слоёв населения. Находился под влиянием идей Ж.-Ж. Руссо. В романе «Совращённый поселянин, или Опасности городской жизни» (1775) порокам городской жизни противопоставлена утопическая земледельческая коммуна. Роман-утопия «Южное открытие» (1781) написан также под влиянием идей Ж.-Ж. Руссо.
Предшественником утопического социализма он выступил и в серии книг под названием «Странные идеи» (1769—1789).
Социальная мысль автора весьма наивна. Предельной откровенностью отличается 16-томный автобиографический роман «Господин Никола, или Разоблачённое человеческое сердце» (1794—1797). В нём глубоко раскрыта человеческая психология, изображены быт и нравы Франции XVIII в. Ф. Шиллер по прочтении этой книги в своём письме к Гёте от 2 января 1798 года отмечал, что, несмотря на то, что в ней содержится много «отталкивающего, плоского и возмутительного, получил большое удовольствие». По мнению Шиллера ему ещё не встречалась «столь сильно чувственная натура, а разнообразие выведенных образов, особенно женских, жизненность и реальность в описании, характерное в нравах и изображение французских национальных свойств в известном классе народа должны заинтересовать».
В результате систематических наблюдений и своих впечатлений от прогулок по Парижу Ретиф создал многотомный цикл очерков «Ночи Парижа» в виде зарисовок с натуры предреволюционной столицы Франции. Книга имеет большую историографическую ценность и является своеообразным дополнением для книги его друга Луи-Себастьяна Мерсье «Картины Парижа» (первое издание в 1781 году в двух томах).
Реалистически-бытовой характер носит серия новелл «Современницы…» (т. 1-42, 1780—1785), где создана галерея женских образов. Серия новелл посвящена положению женщины, её важной роли в обществе — в труде, в быту, в семье. Этот цикл отличался демократической направленностью и имел большой успех, особенно в провинции и за границей. Популярность новелл побудила писателя написать продолжение. Он выпустил схожие компиляции: «Француженки», «Парижанки», «Провинциалки». В литературоведении распространено мнение о Ретифе как о своеобразном предшественнике литературного натурализма.

## Ретиф де ла Бретонн и фантастика
К истории фантастики имеет отношение роман Ретифа де ла Бретонна «Южное открытие, произведённое летающим человеком, или Французский Дедал» (La decouverte australe par un homme volant, ou le Dédale francais) (1781), герой которого с помощью летательного аппарата (комбинация вертолёта и парашюта) добирается до затерянного мира вблизи Южного полюса, где находит утопическое общество, построенное на принципах коммунизма. Этот роман полон также множеством частных научно-технических предвидений, среди которых исследователи его творчества обнаружили: физику микромира, спутник, авиацию (в том числе её военное использование), межпланетные «снаряды», учение о микробах (в частности, бактериологическое оружие) и т. п. Кроме того, Ретиф де ла Бретонн предвосхитил (в ряде работ) многие открытия и концепции, разработанные значительно позднее: теорию «созидательной эволюции» А. Бергсона, идею «ноосферы» В. И. Вернадского и Тейяра де Шардена. Утопический роман Ретифа де ла Бретонна оказал несомненное влияние на творчество его соотечественников — мыслителей-утопистов Сен-Симона и в особенности Ш. Фурье.

## Публикации на русском языке
- Ножка Фаншеттина, или Сирота французская; полезная и нравоучительная повѣсть, въ трехъ частяхъ / Переведена с французскаго А. С. Хвостовымъ. — СПб: Типография Сухопутного кадетского корпуса. — 1774. — 398 с. / фр. Le Pied de Fanchette, ou le Soulier couleur de rose, 1769. 3 vol. in-12 de 160, 148 et 192 pages.
- Обретённая дочь, или Отеческая склонность. / Переведена с французскаго Иваномъ Морковымъ. ; Иждивениемъ Н. Новикова и Компании. — Москва : Унив. тип., у Н. Новикова, 1782. — 8°.
- Невинность в опасности или Чрезвычайныя приключения / Из сочинения г. Ретиф де ла Бретон ; Переведена с французскаго языка Евграфом Комаровским. — Санктпетербург : Тип. Матвея Овчинникова, 1786. — [5], 111 с.; 8°.
- Жизнь отца моего / Сочинение Ретифа де ла Бретона. — Москва : Тип. Селивановскаго и тов., 1796. — 12°.
- Развращенный поселянин, или Пагуба от дружества с злодеем : Драма в 3 д., взятая из фр. романа: Развращенный поселянин / Соч. Ретив-ла Бретона, передел. Н. Б. — Москва : Унив. тип., 1834. — [2], 78 с.; 22.
- Картинки из жизни XVIII века : Рассказы Ретиф-де-ла-Бретонна, грав. Моро-Младшего / Пер. с фр. К. Боссе, под ред. и с предисл. В. Филатова. — Москва : Образование, 1913. — 78, [1] с., 21 л. ил.; 26.
- Ночи революции / Ретиф де ла Бретонн ; Пер. с франц. А. Н. Чеботаревской. — Москва ; Ленинград : Молодая гвардия, 1924. — 128 с.; 21 см.
- Южное открытие, произведённое летающим человеком, или Французский Дедал. — М.-Л.: Academia, 1936.
- Совращённый поселянин. Жизнь отца моего. — М.: Наука, 1972 (Литературные памятники).